# Theope basilea
Espèce
Theope basilea est une espèce d'insectes lépidoptères appartenant à la famille  des Riodinidae et au genre Theope.

## Taxonomie
Theope basilea a été décrit par Henry Walter Bates en 1866.

### Nom vernaculaire
Theope basilea se nomme Straight-lined Theope ou Basilea Metalmark en anglais,.

## Description
Theope basilea est un papillon au dessus bleu métallisé et marron. Les ailes antérieures sont bleu métallisé avec une bordure costale et un très large apex marron. Les ailes postérieures sont bleu métallisé avec une bordure noire au bord costal.
Le revers est de couleur ocre orangé, avec une ligne foncée zigzagante environ en limite des aires discale et postdiscale. Deux taches blanches pupillées de noir sont en position submarginale anale aux ailes postérieures.

## Écologie et distribution
Theope basilea est présent au Nicaragua, à Panama et en Colombie.

### Protection
Pas de statut de protection particulier.